# گذر شیطان
گذر شیطان (به انگلیسی: Devil's Pass) یک فیلم ترسناک و دلهره‌آور محصول سال ۲۰۱۳ به کارگردانی رنی هارلین، نویسندگی ویکرام ویت با بازی هالی گاس، مت استوکو، لوک آلبرایت، رایان هاولی و گما اتکینسون است که در مورد حادثه گذرگاه دیتلوف تحقیق می‌کنند. همچنین این فیلم به سبک ویدئوی پیداشده گرفته شده ساخته شده‌است.

## داستان
پنج دانشجوی کالج اورگان به راه افتادند تا بفهمند برای نه کوهنوردی که به‌طور مرموزی در حادثه گذرگاه دیاتلوف جان باختند، چه اتفاقی افتاده‌است. هالی و جنسن کارگردانان مشترک، جی پی و اندی کوهنوردان خبره و دنیز مهندس صدا هستند. پس از معرفی شخصیت‌های فیلم، اخبار روسی زبان دربارهٔ ناپدید شدن دانش آموزان بحث می‌کند. دولت روسیه فیلم‌های ویدئویی را بازیابی می‌کند اما از انتشار آن برای عموم خودداری می‌کند. با این حال، هکرها فیلم را بدست می‌آورند و منتشر می‌کنند، که بقیه فیلم را تشکیل می‌دهد و …